# Communauté d’agglomération de Blois
Die Communauté d’agglomération de Blois („Agglopolys“) ist ein französischer Gemeindeverband mit der Rechtsform einer Communauté d’agglomération im Département Loir-et-Cher in der Region Centre-Val de Loire. Er wurde am 12. Dezember 2011 gegründet und umfasst 43 Gemeinden. Der Verwaltungssitz befindet sich in der Stadt Blois.

## Historische Entwicklung
2003 wurde die Communauté de Communes du Blaisois in die Communauté d’agglomération de Blois umgewandelt. Zusätzlich kam die Gemeinde Chailles hinzu. Am 1. Januar 2012 wurden die Gemeinden der Communauté de communes Beauce - Val de Cisse und die Gemeinden Chaumont-sur-Loire und Rilly-sur-Loire dem Gemeindeverband angeschlossen.
Per 1. Januar 2017 bildeten die Gemeinden
- Onzain und Veuves die Commune nouvelle Veuzain-sur-Loire,
- Chambon-sur-Cisse, Molineuf und Orchaise die Commune nouvelle Valencisse sowie
- Chouzy-sur-Cisse, Coulanges und Seillac die Commune nouvelle Valloire-sur-Cisse.

## Mitgliedsgemeinden
| Gemeinde                            | Einwohner 1. Januar 2022 | Fläche km² | Dichte Einw./km² | Code INSEE | Postleitzahl |
| ----------------------------------- | ------------------------ | ---------- | ---------------- | ---------- | ------------ |
| Averdon                             | 677                      | 29,14      | 23               | 41009      | 41330        |
| Blois                               | 47.092                   | 37,46      | 1.257            | 41018      | 41000        |
| Candé-sur-Beuvron                   | 1.487                    | 15,49      | 96               | 41029      | 41120        |
| Cellettes                           | 2.700                    | 20,96      | 129              | 41031      | 41120        |
| Chailles                            | 2.708                    | 18,54      | 146              | 41032      | 41120        |
| Champigny-en-Beauce                 | 607                      | 22,31      | 27               | 41035      | 41330        |
| Chaumont-sur-Loire                  | 1.091                    | 26,84      | 41               | 41045      | 41150        |
| Cheverny                            | 908                      | 33,00      | 28               | 41050      | 41700        |
| Chitenay                            | 1.136                    | 15,61      | 73               | 41052      | 41120        |
| Cormeray                            | 1.568                    | 10,31      | 152              | 41061      | 41120        |
| Cour-Cheverny                       | 2.830                    | 29,80      | 95               | 41067      | 41700        |
| Fossé                               | 1.270                    | 10,20      | 125              | 41091      | 41330        |
| Françay                             | 271                      | 20,31      | 13               | 41093      | 41190        |
| Herbault                            | 1.139                    | 13,01      | 88               | 41101      | 41190        |
| La Chapelle-Vendômoise              | 797                      | 13,07      | 61               | 41040      | 41330        |
| La Chaussée-Saint-Victor            | 4.488                    | 6,63       | 677              | 41047      | 41260        |
| Lancôme                             | 121                      | 9,89       | 12               | 41108      | 41190        |
| Landes-le-Gaulois                   | 727                      | 24,15      | 30               | 41109      | 41190        |
| Les Montils                         | 1.925                    | 9,27       | 208              | 41147      | 41120        |
| Marolles                            | 721                      | 9,88       | 73               | 41128      | 41330        |
| Menars                              | 620                      | 4,50       | 138              | 41134      | 41500        |
| Mesland                             | 549                      | 26,38      | 21               | 41137      | 41150        |
| Monteaux                            | 723                      | 6,27       | 115              | 41144      | 41150        |
| Monthou-sur-Bièvre                  | 793                      | 16,62      | 48               | 41145      | 41120        |
| Rilly-sur-Loire                     | 455                      | 10,22      | 45               | 41189      | 41150        |
| Saint-Bohaire                       | 493                      | 14,06      | 35               | 41203      | 41330        |
| Saint-Cyr-du-Gault                  | 174                      | 26,06      | 7                | 41205      | 41190        |
| Saint-Denis-sur-Loire               | 904                      | 12,40      | 73               | 41206      | 41000        |
| Saint-Étienne-des-Guérets           | 115                      | 11,72      | 10               | 41208      | 41190        |
| Saint-Gervais-la-Forêt              | 3.184                    | 8,97       | 355              | 41212      | 41350        |
| Saint-Lubin-en-Vergonnois           | 776                      | 17,06      | 45               | 41223      | 41190        |
| Saint-Sulpice-de-Pommeray           | 1.841                    | 11,50      | 160              | 41230      | 41000        |
| Sambin                              | 872                      | 20,83      | 42               | 41233      | 41120        |
| Santenay                            | 293                      | 30,28      | 10               | 41234      | 41190        |
| Seur                                | 486                      | 3,85       | 126              | 41246      | 41120        |
| Valaire                             | 84                       | 6,68       | 13               | 41266      | 41120        |
| Valencisse                          | 2.329                    | 43,76      | 53               | 41142      | 41190        |
| Valloire-sur-Cisse                  | 2.433                    | 40,36      | 60               | 41055      | 41150        |
| Veuzain-sur-Loire                   | 3.327                    | 37,96      | 88               | 41167      | 41150        |
| Villebarou                          | 2.558                    | 9,11       | 281              | 41276      | 41000        |
| Villefrancœur                       | 420                      | 18,08      | 23               | 41281      | 41330        |
| Villerbon                           | 832                      | 17,28      | 48               | 41288      | 41000        |
| Vineuil                             | 8.050                    | 22,34      | 360              | 41295      | 41350        |
| Communauté d’agglomération de Blois | 106.574                  | 792,16     | 135              | –          | –            |